# Tuffi ai III Giochi europei - Piattaforma 10 metri sincro misti
La competizione della piattaforma 10 metri sincro misti ai Giochi europei di Kraków Małopolska 2023 si è svolta il 24 giugno 2023, presso l'Arena dei tuffi di Rzeszów, in Polonia. Per la prima volta, i campionati europei di tuffi sono stati integrati nei Giochi europei, la competizione ha quindi assegnato anche il titoli dell'8ª edizione dei campionati europei di tuffi.
La finale si è svolta alle ore 15:00.

## Risultati
| Class   | Nazione       | Tuffattori                                   | T1    | T2    | T3    | T4    | T5    | Totale |
| ------- | ------------- | -------------------------------------------- | ----- | ----- | ----- | ----- | ----- | ------ |
| Oro     | Ucraina       | Kirill Boliuch Ksenija Bajlo                 | 52.80 | 49.80 | 68.40 | 72.00 | 79.68 | 322.68 |
| Argento | Germania      | Alexander Lube Elena Wassen                  | 48.00 | 46.80 | 68.16 | 70.20 | 72.96 | 306.12 |
| Bronzo  | Italia        | Eduard Timbretti Gugiu Sarah Jodoin Di Maria | 45.60 | 44.40 | 69.30 | 53.76 | 70.08 | 283.14 |
| 4       | Spagna        | Carlos Camacho Valeria Antolino              | 45.60 | 41.40 | 62.10 | 57.60 | 68.16 | 274.86 |
| 5       | Gran Bretagna | Noah Penman Maisie Bond                      | 44.40 | 41.40 | 61.20 | 50.88 | 67.20 | 265.08 |